# Bandera de Mónaco

Bandera del Gobierno Principesco. Ratio: 2:3

La bandera de Mónaco está formada por dos franjas horizontales del mismo tamaño, de color rojo la superior y blanco la inferior. Posee los mismos colores que la bandera de Indonesia, pero esta última es más larga, y los de la bandera de Polonia, que tiene la franja superior blanca y la inferior roja, al igual que la bandera de la comunidad autónoma de Cantabria (España). El rojo y el blanco son los colores heráldicos de la Casa de Grimaldi desde 1339.
Mónaco ha usado como insignia la actual bandera del Gobierno de Mónaco, pero en la que figuraban las versiones anteriores del escudo de armas, que ha sido utilizada prácticamente desde la fundación del principado (salvo durante el periodo en que estuvo anexionado a Francia de 1793 a 1814). La versión actual de la bandera nacional fue adoptada el 4 de abril de 1881 bajo el gobierno de Carlos III.
Existió un estandarte compuesto por el losange con los colores de la Casa de Grimaldi (en terminología heráldica "losange de plata y gules") muy usado durante el siglo XVII.

## Bandera del Gobierno Principesco
La bandera del Gobierno Principesco es de color blanco, las proporciones de su anchura y longitud son de 2:3. En el centro de la bandera figura el escudo de Mónaco. Esta bandera tiene pocos usos respecto a otros países: Se usa en todas aquellas dependencias donde el poder emana (de una manera directa o indirecta) del Príncipe Soberano (como por ejemplo el Cuartel de los Carabineros, el Palacio, las embajadas y consulados monegascos, el Ministerio de Estado, etc). En dependencias donde el poder emana del pueblo, como el Consejo Nacional, ondea la bandera nacional roja y blanca.

## Estandarte del Príncipe
El estandarte del Príncipe es de color blanco y sus dimensiones son de 3:4 o 5:6 si se usa con flecos. En el centro figuran la corona del Príncipe (que es una corona real) y dos letras opuestas que reproducen la inicial del nombre de cada Príncipe Soberano.

## Banderas similares
Excepto por sus proporciones, la bandera de Mónaco es idéntica a las banderas de Indonesia, del estado alemán de Hesse, a la bandera histórica de Alsacia y a la ciudad neerlandesa de Kerkrade (todos los cuales son más largos). También es similar a las banderas de Singapur (que cuenta con una media luna y cinco estrellas en la parte superior izquierda), Groenlandia  (que tiene un disco circular y el orden de los colores invertidos), Polonia y el estado alemán de Turingia (el orden de los colores se invierte en los dos últimos).

Bandera de Indonesia
Bandera de Hesse, Alemania
Bandera de Singapur
Bandera de Polonia

- Datos: Q159746
- Multimedia: Flags of Monaco / Q159746